# Monetae cudendae ratio
Monetae cudendae ratio – traktat z dziedziny polityki pieniężnej, napisany na zlecenie Zygmunta Starego i przedstawiony przez Mikołaja Kopernika przed prowincjonalnym sejmem pruskim w 1522 roku (ostateczna redakcja z 1528 roku).
W pracy tej Kopernik sformułował prawo o wypieraniu lepszej monety przez gorszą, a także wczesną wersję ilościowej teorii pieniądza; zwracał uwagę na związki między podażą pieniądza a inflacją.
Sformułował w niej takie myśli jak:

Niemożliwe jest osięgnąć z bicia złej monety tyle zysku, ile jest straty z jej obiegu przez długie lata.

oraz

Szczególniej te kraje kwitną, które mają dobrą monetę; upadają zaś i giną, które używają złej. Wiadomo, że te kraje, które używają dobrej monety, obfitują w sztuki piękne, wyborowych rzemieślników i dostatek, a tam, gdzie licha moneta w obrocie, przez gnuśność i uporną bezczynność jest zaniedbana uprawa sztuk pięknych i nauki, a dobrobyt zanika. Lichy pieniądz lenistwo raczej krzewi, aniżeli stanowi pomoc dla biednych ludzi.

Pracę po raz pierwszy wydano drukiem w 1816 roku pod zmienionym tytułem: Dissertatio de optima monetae cudendae ratione.